# Pohlia procerrima
Pohlia procerrima är en bladmossart som beskrevs av Fleischer 1904. Pohlia procerrima ingår i släktet nickmossor, och familjen Bryaceae. Inga underarter finns listade i Catalogue of Life.